# إدوين سميث (عالم مصريات)
إدوين سميث (بالإنجليزية: Edwin Smith)‏ هو عالم مصريات أمريكي ، ولد في ولاية كونيتيكت عام 1822، وهو نفس العام الذي شهد فك اللغة المصرية القديمة علي يد شامبليون .
اشتهر بالبردية التي اشتراها من الأقصر في مصر عام 1862، من تاجر مصري اسمه مصطفى أغا. وكان ورق البردي في حوزة سميث حتى وفاته، عندما تبرعت ابنته بالبردية لجمعية نيويورك التاريخية.